# Žeremi Makizi
Žeremi Makizi (фр. Jérémie Makiese; Antverpen, jun 2000) je belgijski pevač i fudbaler, koji je postao poznat posle pobede u „Glasu Belgije 2021”. Predstavljaće Belgiju na Pesmi Evrovizije 2022.

## Detinjstvo
Makizi je rođen u Antverpenu kao dete roditelja poreklom iz DR Konga. Sa 6 godina, sa svojom porodicom se preselio u Svetu Agatu-Berčem, a onda u Dilbek par godina kasnije. Kroz svoje selidbe je naučio francuski i holandski. Porodica se na kraju smestila u grad Ukel.
Makizi je pokupio pevanje od svojih roditelja, pevao je u crkvenom horu, a onda pohađao časove pevanja u školi.

## Muzička karijera

### Glas Belgije 2021.
12. januara 2021, Makizi je bio na audiciji za 9. sezonu Glasa Belgije, izvodeći pesmu „Jealous" (Ljubomoran) grupe Labrinth, gde je bio izabran od strane sva 4 mentora. Izabrao je da se pridruži timu Beverli Jo Skot.
Tokom duela, Žeremi je pobedio u duelu protiv Astrid Kujlits, pevajući pesmu „You Say" (Kaži) pevačice Laurel Dajgl i plasirao se u nastupe uživo. Tamo je nastupio pesmom „You're Nobody 'til Somebody Loves You” (Ti si niko sve dok te niko ne voli) pevača Džejms Artura. Spasio ga je njegov mentor i prošao je u sledeću rundu. Tamo je nastupio sa pesmom "Ça fait mal" (To boli) pevača Kristofa Meja gde ga je mentor opet spasio. U sledećoj rundi je nastupio s pesmom Bruna Marsa „Leave the Door Open" (Ostavi vrata otvorena), gde je prošao u finale u kom je izveo 3 pesme: "Earth Song" (Pesma o Zemlji), „Revival" (Ponovno rođenje) zajedno sa svojom mentorkom Beverli Jo Skot i pesmu „Jealous” (Ljubomoran). Pobedio je u toj sezoni.
Posle pobede, stavio je pauzu na svoje obrazovanje u studijama iz geologije da bi se fokusirao na svoju muzičku karijeru.

### Pesma Evrovizije 2022.
15. septembra 2021, Radio Televizija Belgije na Francuskom (RTBF) je objavila da je izabrala Makizija da predstavlja Belgiju na Pesmi Evrovizije 2022. u Torinu.